# Sopwith Atlantic
El Sopwith Atlantic fue un avión experimental británico de largo alcance de 1919. Se trataba de un biplano monomotor que fue diseñado y construido para ser el primer avión en cruzar el Océano Atlántico sin escalas. Despegó en un intento de cruzar el Atlántico desde Terranova el 18 de mayo de 1919, pero cayó al mar durante el vuelo debido a un sobrecalentamiento del motor.

## Diseño y desarrollo
En 1913, el periódico británico Daily Mail ofreció un premio de 10 000 libras esterlinas por realizar el primer vuelo a través del Atlántico. Aunque se trazaron planes para intentar ganar el premio, en particular por Rodman Wanamaker, que encargó dos hidrocanoas Curtiss America, con John Cyril Porte seleccionado como piloto, el estallido de la Primera Guerra Mundial en agosto de 1914 puso fin a estos planes. Tras el armisticio del 11 de noviembre de 1918, se reabrió el concurso y Thomas Sopwith, director de la Sopwith Aviation Company, decidió construir un avión para competir por el premio.
George Carter de Sopwith basó su diseño del avión transatlántico en el bombardero monomotor Sopwith B.1. Era un gran biplano de dos vanos propulsado por un motor Rolls-Royce Eagle en configuración tractora. El nuevo avión tenía un fuselaje más largo que el del B.1, albergaba un depósito de combustible que llevaba 1500 L de gasolina y una tripulación de dos personas que se sentaba muy por detrás de las alas. Las ruedas principales del tren de aterrizaje se podían desprender para reducir la resistencia, mientras que se proporcionó un bote para el caso de aterrizaje de emergencia en el mar, construido en la cubierta del fuselaje detrás de la cabina de la tripulación.

## Historia operacional
El avión transatlántico, llamado Sopwith Atlantic, fue diseñado y construido rápidamente y se completó a principios de 1919. Después de pruebas realizadas en el aeródromo de Brooklands, el Atlantic fue desmontado y enviado a Terranova a bordo de un barco, a donde llegó el 28 de marzo de 1919. El avión se montó prontamente, pero el tiempo era malo y la pista de aterrizaje elegida en San Juan estaba cubierta de nieve. A pesar de que el avión Martinsyde de la competencia también había llegado a Terranova, la tripulación del Atlantic, el piloto australiano Harry Hawker y el navegante Kenneth Mackenzie Grieve, no pudo intentar el vuelo durante varias semanas.
Hawker y Grieves finalmente despegaron desde San Juan el 18 de mayo de 1919 (otras fuentes: desde Mount Pearl). Sin embargo, durante la noche, el motor del avión empezó a sobrecalentarse, posiblemente debido a un filtro bloqueado en el sistema de refrigeración. Después de realizar varios intentos de despejar el bloqueo picando el avión y deteniendo y reiniciando el motor para intentar refrigerarlo, con el mismo todavía sobrecalentado y con mal tiempo por delante, giraron hacia el sur para buscar las rutas marítimas, y, al encontrarse con el vapor danés SS Mary, amerizaron en el Atlántico y fueron rescatados a 1820 km de St Mary's y a 1210 km de Irlanda.
Como el Mary no estaba equipado con radio, ninguna noticia del rescate de Hawker y Grieves había llegado al resto del mundo, y al temerse que hubieran muerto, el rey Jorge V envió un telegrama de condolencia, hasta que el Mary llegó a Escocia el 25 de mayo.
El premio del Daily Mail lo ganaron finalmente John Alcock y Arthur Whitten Brown, quienes volaron desde San Juan a Clifden, Irlanda, en un Vickers Vimy, del 14 al 15 de junio de 1919. Harry Hawker, sin embargo, ganó un premio de 5000 libras esterlinas por ser el primer piloto en volar 1000 millas sobre el océano sin amerizar.

## Especificaciones
Referencia datos: Sopwith-The Man and his Aircraft 

### Características generales
- Tripulación: Dos
- Longitud: 9,8 m (32 ft)
- Envergadura: 14,2 m (46,5 ft)
- Altura: 3,4 m (11 ft)
- Superficie alar: 53,4 m² (574,8 ft²)
- Peso vacío: 1361 kg (2999,6 lb)
- Peso cargado: 2790 kg (6149,2 lb) [4]
- Planta motriz: 1× motor lineal V12 refrigerado por agua Rolls-Royce Eagle VIII.
  - Potencia: 280 kW (386 HP; 381 CV)
- Hélices: Bipala
- Diámetro de la hélice: 2,90 m

### Rendimiento
- Velocidad máxima operativa (Vno): 190 km/h (118 MPH; 103 kt)
- Velocidad crucero (Vc): 169 km/h (105 MPH; 91 kt)
- Techo de vuelo: 4000 m (13 123 ft)

## Aeronaves relacionadas

### Desarrollos relacionados
- Sopwith B.1
- Sopwith Wallaby

### Aeronaves similares
- Short Shirl
- Boulton Paul Atlantic
- Vickers Vimy